# 爱沙尼亚爱乐室内合唱团

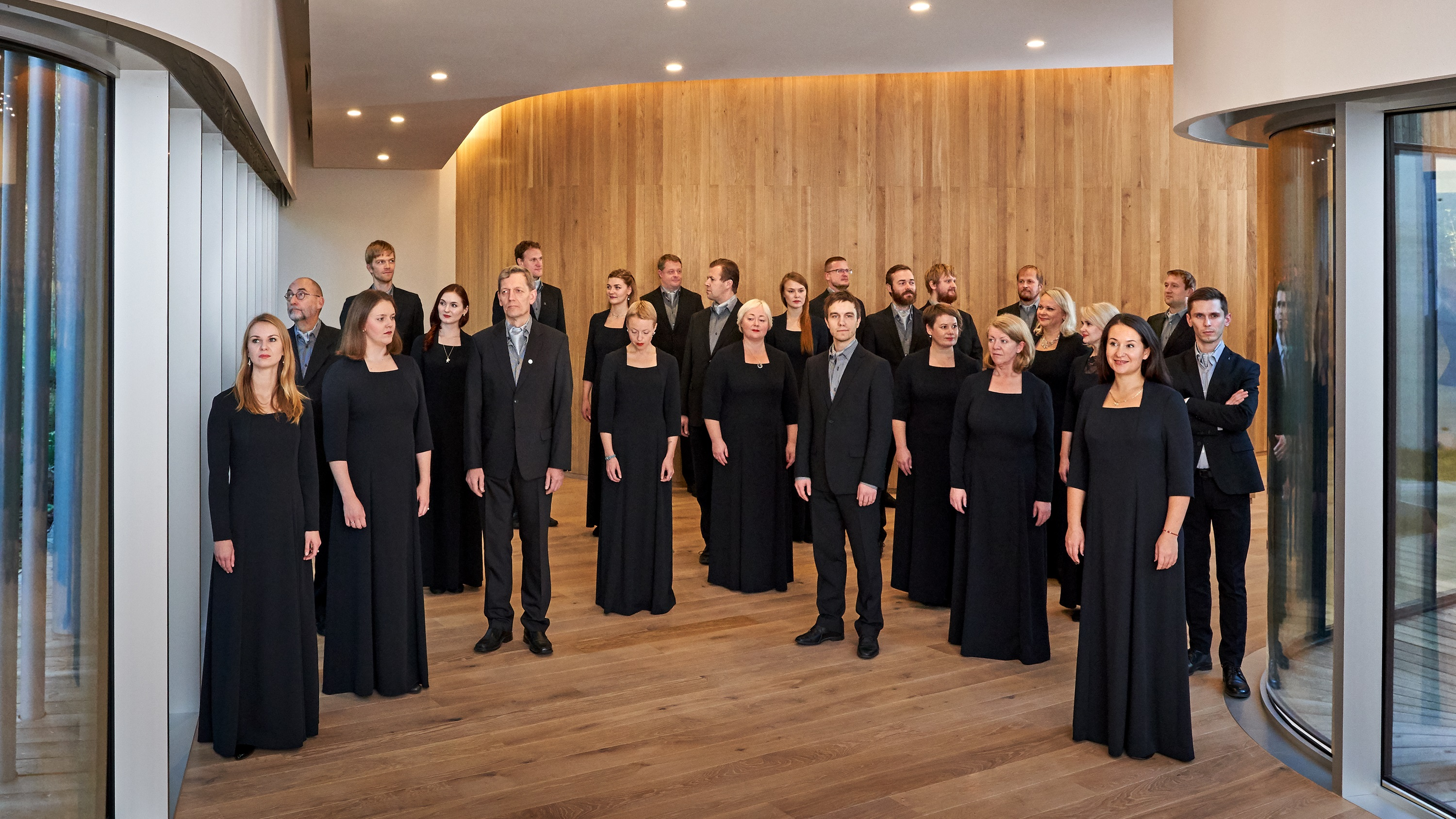
爱沙尼亚爱乐室内合唱团

爱沙尼亚爱乐室内合唱团（Estonian Philharmonic Chamber Choir, EPCC）是一个位于爱沙尼亚的专业合唱团。托努·卡尔贾斯特于1981年创立该乐团，并担任乐团指挥长达二十年。 2001年，保罗·希利尔接替卡尔贾斯特成为EPCC的首席指挥和艺术总监。2008年9月，丹尼尔·罗伊斯继任该职务。2014年起，卡斯帕斯·普特宁斯担任该合唱团的首席指挥。 EPCC的曲目范围从额我略圣歌到现代作品，特别是爱沙尼亚作曲家阿福·佩尔特和维约托尔米斯的作品。该乐团曾多次获得葛萊美獎提名，并两次凭借阿福·佩爾特的作品荣获葛萊美獎：2007年为《Da pacem》；2014年为《亚当的哀歌》。后者与图伊·希尔夫与莱纳·维鲁、里加小交响乐团与塔林室内乐团、拉脱维亚广播合唱团与 Vox Clamantis 共同获得。2018 年，爱沙尼亚爱乐室内合唱团凭借阿福·佩爾特的《圣母颂》和《西奈颂》以及阿尔弗雷德·施尼特凯的《忏悔诗篇》赢得了享有盛誉的留声机奖。